# 小行星4842
小行星4842（4842 Atsushi）是一颗绕太阳运转的小行星，为主小行星带小行星。该小行星于1989年11月21日发现。

## 轨道参数
小行星4842的轨道半长轴为2.2508556 UA，离心率为0.157。